# 5th Michigan Infantry
Le 5th Regiment Michigan Volunteer Infantry est un régiment d'infanterie qui a servi dans l'armée de l'Union pendant la guerre de Sécession.

## Service
Le 5th Michigan Infantry est organisé à Detroit, au Michigan, et entre au service fédéral pour une durée de trois ans, le 28 août 1861.
En octobre 1862, l'armée du Potomac est réorganisée. Le 5th Michigan, avec le 17th Maine Infantry, est placé dans la troisième brigade de la première division du IIIe corps. « Notre régiment est affecté à la troisième brigade de la première division du IIIe corps. Cette brigade est commandée par le général Berry du Maine (Hiram Gregory Berry), qui est en ce moment malade chez lui. La division est commandée par le général Birney de Pennsylvanie (David B. Birney), le corps par le major général George Stoneman (George Stoneman). Le colonel Poe du Michigan commande temporairement de notre brigade ».
Le régiment est libéré du service le 5 juillet 1865, à Jeffersonville, dans l'Indiana.

## Effectif et nombre de victimes
Le régiment a eu dans ses rangs un total de 1 586 hommes au cours de son existence. Il subit la perte de 16 officiers et 247 soldats qui sont tués ou mortellement blessés et 3 officiers et 188 soldats qui sont morts de maladie, pour un total de 454 décès.
« Comparativement à d'autres régiments du Michigan qui ont combattu lors de la guerre de Sécession, le 5th Michigan se détache. Il a le deuxième plus grand nombre de victimes de tous les régiments d'infanterie du Michigan lors de la guerre. De l'ensemble des régiments d'infanterie de l'Union dans la guerre, le 5th Michigan est au cinquième rang du nombre total des victimes subies. Une explication logique pour de si nombreux morts au combat et blessés, c'est le fait que le « Fighting Fifth » a joué un rôle clé dans de nombreuses charges contre des positions confédérées : deux fois à Williamsburg (bataille de Williamsburg), et à Fair Oaks (bataille de Seven Pines) la Wilderness (bataille de la Wilderness), Spotsylvania, North Anna, et Petersburg ».

## Commandants
- Colonel Henry D. Terry ; 1861 - juin 1862 [5]
- Commandant John D. Fairbanks, 25 juin 1862 - 30 juin 1862 [5]
- Capitaine Judson S. Farrar ; juillet 1862 [5]
- Capitaine William Wakenshaw ; août 1862 [6]
- Lieutenant-colonel Gilluly ; - 13 décembre 1862 (KIA) [5]
- Lieutenant-colonel Sherlock ; 13 décembre 1862 - 3 mai 1863 (KIA) [5]
- Lieutenant-colonel John Pulford ; 3 mai 1863 – 5 mai 1864 [5]
- Commandant Salmon S. Mathews ; 5 mai 1864 [5]
- Capitaine William Wakenshaw ; 6 mai 1864 [5]
- Capitaine Edgar H. Trembla ; 6 mai 1864[5]
- Lieutenant (sans nom) ; mai 1864 [5]
- Colonel John Pulford ; juin 1864 [5]
- Commandant Daniel S. Root ; août 1864 [7]
- Lieutenant-colonel Salmon S. Mathews ; octobre 1864 [5]
- Lieutenant-colonel Daniel S. Root ; 31 janvier 1865 [8]
- Colonel John Pulford ; 28 février 1865 – 17 juillet 1865[9]

## Chronologie

### 1861
- 28 août 1861, organisé à Detroit, Michigan, et entrée en service
- 11 septembre, quitte l'État pour Washington, D.C.
- 13 septembre, affecté à la brigade de Richardson de la division de Heintzelman de l'armée du Potomac et service aux défenses de Washington, D.C.
- 21-24 octobre, reconnaissance d'Occoquan

### 1862
- 9 janvier 1862, Pohick Run, Va.
- Mars 1862, affectée à la troisième brigade de Berry de la troisième division de Kearny  du IIIe corps de l'armée du Potomac
- 10-15 mars, avance à Manassas, en Virginie.,
- 17 mars, part pour la Péninsule de Virginie
- De mars à août, campagne de la Péninsule
- 5 avril-4 mai, siège de Yorktown, en Virginie.
- 31 mai-1er juin, bataille de Fair Oaks, ou Seven Pines
- 25 juin-1er juillet, bataille des sept jours devant Richmond
- 25 juin, bataille d'Oak Grove
- 29 juin, bataille de Savage's Station et Peach Orchard
- 30 juin, bataille de Charles City Cross Roads et Glendale
- 1er juillet, bataille de Malvern Hill
- 2 juillet - 16 août, en service à Harrison's Landing
- 16-26 août, part pour la forteresse Monroe, puis à Centreville ; troisième brigade de la première division, IIIe corps
- 29 août, bataille de Groveton
- 30 août, seconde bataille de Bull Run

Le régiment participe à la bataille de Chantilly le 1er septembre.
- 2 septembre - 11 octobre, en service sur les défenses de Washington, D.C.
- 11 octobre-23 novembre, remonte le Potomac jusqu'à Leesburg, puis Falmouth
- 12-15 décembre, bataille de Fredericksburg

### 1863
- 20-24 janvier 1863, « Mud March »
- 25 janvier - 27 avril, à Falmouth
- 27 avril au 6 mai, campagne de Chancellorsville

Le régiment prend part à la bataille de Chancellorsville (1er-5 mai 1863)(p457),.
- 11 juin-24 juillet, campagne de Gettysburg

Le 5th Michigan Infantry participe du 1er au 3 juillet à la bataille de Gettysburg. Le régiment est commandé à Gettysburg par le lieutenant-colonel John Pulford, qui est blessé, le 2 juillet - la troisième fois sur les cinq subies au cours de la guerre.
Sur le monument de Gettysburg est inscrit : « Effectif de la force 2 juillet 1863 ; présents et en service détaché 21 officiers et 262 hommes, pour un total de 283. Victimes : 2 officiers tués, 17 blessés ; Blessés : 8 officiers, 78 hommes ; Disparus : 4 hommes ; Total : 109. »
« Le régiment a combattu ici à environ 16 heures 30, le 2 juillet 1863, après il a été assemblé à partir de la ligne d'escarmouche avancée de cette position. Il a bougé pour soutenir de deuxième corps à résister à la charge de Pickett, le 3 juillet. »
- 5-24 juillet, poursuite de Lee vers Manassas Gap, en Virginie.
- 23 juillet, action à Wapping Heights, en Virginie.
- 16 août-17 septembre, détaché en service à New York et à Troy, dans l'État de New York.
- 9-22 octobre, campagne de Bristoe
- 13 octobre, première bataille d'Auburn
- 7-8 novembre, avance jusqu'à la ligne de la Rappahannock
- 7 novembre, Kelly's Ford
- 26 novembre-2 décembre, campagne de Mine Run
- 27 novembre, Payne's Farm

### 1864
- 4 janvier au 14 février 1864, les vétérans sont en congé
- 6-7 février, démonstration sur la Rapidan
- Mars, affecté à la deuxième brigade de la troisième division du IIe corps
- 4 mai-15 juin, campagne de la Rapidan au fleuve James
- 5-7 mai, bataille de la Wilderness
- 8 mai, bataille de Laurel Hill
- 8-12 mai, bataille de Spotsylvania
- 10 mai, Po Ruiver
- 12-21 Spotsylvania Court House
- 12 mai, assaut sur le Saillant (« Bloody Angle »)
- 19 mai, Harris Farm, Fredericksburg Road
- 23-26 mai, bataille de North Anna
- 26 au 28 mai, sur la ligne de la Pamunkey
- 88-31 mai, bataille de Totopotomoy Creek
- 1-12 juin, bataille de Cold Harbor
- 16-18 juin, devant Petersburg
- 16 juin, début du siège de Petersburg
- 22-23 juin, bataille de Jerusalem Plank Road, Weldon Chemin De Fer
- 27-29 juillet, démonstration sur la rive nord du James

Du 27 au 28 juillet, le 5th Michigan Infantry participe à la première bataille de Deep Bottom. Puis du 13 au 20 août, il participe à la démonstration sur la rive nord du James à Deep Bottom, connue sous le nom de seconde bataille de Deep Bottom.
- 14-18 août, Strawberry Plains

Il participe du 29 septembre au 2 octobre à la bataille de Poplar Springs Church.
- 27-28 octobre, bataille de Boydton Plank Road, Hatcher Run
- 7-12 décembre, raid de Warren contre le chemin de fer de Weldon

### 1865
- 5-7 février 1865 Dabney s Mills, Hatcher Run
- 25 mars, Watkins' House

Le régiment fait partie des troupes de l'Union engagées du 28 mars au 9 avril dans la campagne d'Appomattox.
- 30-31 mars, White Oak Road
- 31 mars, Crow's House
- 2 avril, chute de Petersburg
- 3-9 avril, poursuite de Lee
- 6 avril, bataille de Sayler's Creek
- 7 avril, High Bridge
- 9 avril, Appomattox Court House, reddition de Lee et de son armée
- 2-12 mai, marche vers Washington, DC
- 23 mai, grande revue des armées
- 10-14 juin, part pour Louisville, au Kentucky.
- 15 juin-5 juillet, à Jeffersonville, dans L'Indiana.
- 5 juillet 1865, libéré du service
- 17 juillet 1865, démantelé à Detroit, au Michigan[11],[9].